# Чемпионат России по женской борьбе 2022
Чемпионат России по женской борьбе 2022 года прошёл 3—4 июня в Наро-Фоминске (Московская область).

## Медалистки
| Весовая категория | Золото                                                           | Серебро                                                | Бронза                                                                                     |
| ----------------- | ---------------------------------------------------------------- | ------------------------------------------------------ | ------------------------------------------------------------------------------------------ |
| До 50 кг          | Надежда Соколова Новгородская область                            | Валерия Чепсаракова Кемеровская область                | Анжелика Фёдорова Кемеровская область, Хакасия Елизавета Смирнова Дагестан                 |
| До 53 кг          | Милана Дадашева Дагестан                                         | Екатерина Вербина Дагестан, Ставропольский край        | Лейла Карымова Оренбургская область Дарья Хвостова Красноярский край                       |
| До 55 кг          | Екатерина Исакова Красноярский край                              | Александра Скиренко Краснодарский край                 | Севиль Назарова Якутия, Хабаровский край Татьяна Новик Красноярский край                   |
| До 57 кг          | Ольга Хорошавцева Красноярский край                              | Ирина Ологонова Бурятия, Москва                        | Вероника Чумикова Чувашия, Бурятия Екатерина Чернушкина Москва, Ростовская область         |
| До 59 кг          | Анастасия Сидельникова Кемеровская область, Свердловская область | Жаргалма Цыремпилова Бурятия, Москва                   | Юлия Алборова Москва Александра Андреева Калининградская область                           |
| До 62 кг          | Алина Касабиева Крым, Северная Осетия                            | Светлана Липатова Татарстан                            | Анжела Фоменко Москва, Северная Осетия Анастасия Яковлева Чувашия                          |
| До 65 кг          | Ульяна Тукуренова Бурятия                                        | Амина Танделова Крым, Северная Осетия                  | Дарья Бобрулько Брянская область Мария Кузнецова Дагестан, Бурятия                         |
| До 68 кг          | Ханум Велиева Красноярский край                                  | Вусала Парфианович Московская область                  | Елизавета Петлякова Санкт-Петербург, Липецкая область Динара Кудаева Красноярский край     |
| До 72 кг          | Ксения Буракова Дагестан                                         | Татьяна Смоляк Брянская область                        | Марина Суровцева Санкт-Петербург, Белгородская область Светлана Бабушкина Брянская область |
| До 76 кг          | Евгения Захарченко Дагестан                                      | Екатерина Букина Московская область, Иркутская область | Марьям Гусейнова Дагестан Рита Талисманова Москва, Северная Осетия                         |